# تک‌ورکس
تک‌ورکس (به انگلیسی: TeXworks) یک ابزار آزاد برای سیستم‌عامل‌های ویندوز، لینوکس و اواس ایکس است. این نرم‌افزار یک رابط کاربری با سیستم حروف‌چینی تک، و افزونه‌های لاتک، ConTeXt و زی‌تکِ و مبتنی بر کیوت است، هدف تک‌ورکس بر تولید مستقیم خروجی PDF متمرکز شده‌است. تک‌ورکس یک نمایشگر PDF درون‌زا با استفاده از کتاب‌خانهٔ poppler، با قابلیت رفرش خودکار دارد و همین‌طور از سینک‌تک پشتیبانی می‌کند (که به کاربران اجازه می‌دهد که موقعیت نمایشگر پی‌دی‌اف و کد منبع سند و بالعکس را تنها با یک کلیک سینک کنند و بین آن‌ها جابه‌جا شوند).
توسعه‌دهندهٔ تک‌ورکس جاناتان کو (که زی‌تک را نیز توسعه داده) است، که عمداً تک‌ورکس را از از نرم‌افزار جایزه‌بردهٔ «تک‌شاپ» برای سیستم‌عامل اواس‌ایکس، با هدف کاهش مرزهای ورود به دنیای تک، برای سایر سیستم‌عامل‌ها مدل‌سازی کرده‌است. کو علیه رابط کاربری پیچیده مانند تک‌نیک‌سنتر و کایل که برای کاربران جدید ترسناک توصیف می‌شوند به‌پاخاست.
تک‌ورک نیازمند نصب: تک‌لایو، میک‌تک یا مک‌تک است. میک‌تک ۲٫۸ (و ۲٫۹) به همراه بستهٔ تک‌ورکس، از ابتدای نصب نرم‌افزار هستند. یک محدودیت تک‌ورکس این است که از چاپ چندمرحله‌ای مثل خروجی PNG یا SVG در DVI پشتیبانی نمی‌کند. این یک انتخاب در طراحی است، زیرا چنین گردش کارهایی برای یک کاربر تازه‌کار خیلی پیچیده محسوب می‌شود. کاربر مجبور به نوشتن یک اسکریپت شل یا بش برای بهره‌مند شدن از چنین امکاناتی خواهد بود.